# Big Sexy Noise
Big Sexy Noise è un album dell'omonimo supergruppo, formato da Lydia Lunch con James Johnston, Terry Edwards e Ian White dei Gallon Drunk, pubblicato nel 2009 dall'etichetta Sartorial Records.
L'album, al quale sono state assegnate 5 stelle dalla rivista Rolling Stone, è caratterizzato dalla voce roca e sgraziata di Lydia Lunch, dalle sonorità blueseggianti, dalle chitarre lo-fi e dalla presenza del sassofono.

## Tracce
1. Gospel Singer; 2:56
2. Kill Your Sons (cover di Lou Reed); 4:15
3. Slydell; 3:54
4. Digging the Hole; 3:22
5. Baby Faced Killer; 4:19
6. Bad for Bobby; 3:19
7. Dark Eyes; 2:50
8. Another Man Comin'; 4:41
9. God Is a Bullet; 3:29
10. That Smeel (cover dei Lynyrd Skynyrd); 3:47
11. Your Love Don't Pay My Rent; 3:41
12. Doughboy; 2:19